# Boophis arcanus
Espèce
Statut de conservation UICN

 EN B1ab(iii) : En danger
Boophis arcanus est une espèce d'amphibiens de la famille des Mantellidae.

## Répartition
Cette espèce est endémique de Madagascar. Elle a été découverte à 577 m d'altitude à Mahakajy près du parc national de Ranomafana.

## Publication originale
- Glaw, Köhler, De la Riva, Vieites & Vences, 2010 : Integrative taxonomy of Malagasy treefrogs: combination of molecular genetics, bioacoustics and comparative morphology reveals twelve additional species of Boophis. Zootaxa, no 2383, p. 1-82.